# 08h00 - 09h00 (épisode de 24 Heures chrono, saison 4)
08h00 - 09h00 est le deuxième épisode de la 4e saison de la série télévisée 24 Heures chrono.

## Résumé

### De 08:00:00 à 08:14:52
- Chez Richard, les policiers arrivent. Celui-ci est retrouvé terrorisé dans un coin.
- Dans un hangar, James et Audrey sont déplacés d'une camionnette à une autre.
- A la Cellule anti-terroriste, Jack passe des coups de fil pour que les recherches s'intensifient pendant qu'Erin expose le problème à tous ses agents. Elle annonce que Richard est emmené à la cellule afin d'être interrogé. Elle demande que la priorité soit donnée à cette affaire. Les agents se coordonnent pour essayer de retrouver le ministre de la Défense et sa fille. Erin, suivie par les agents de sécurité, vient arrêter Jack. Celui-ci tente de lui demander de le réintégrer provisoirement jusqu'à ce que le ministre de la Défense soit en sécurité. Erin refuse et le fait mettre aux arrêts pour avoir torturé un suspect. Jack lui rappelle qu'ils n'auraient rien obtenu sans lui, mais cela ne change rien, Jack est emmené. À cet instant, Edgar annonce à Erin que le Président Keeler veut lui parler. Erin répond au président qui se trouve dans un avion de Air Force 1 et lui demande un complément d'information sur l'enlèvement. Ils n'ont pour l'instant aucune nouvelle des ravisseurs. Le président annonce qu'il demande l'augmentation du niveau de sécurité. Quelques instants après, Chloe, sous un prétexte, vient voir Jack dans la salle où il est détenu. Elle vient lui apprendre qu'elle a peut-être une piste et qu'elle n'a pas confiance en Erin, mais en lui. Il accepte de l'écouter. Celle-ci lui parle de l'appel d'Andrew et Jack lui demande où il est passé. À la suite de l'appel téléphonique avec Andrew, Chloe annonce à Jack qu'elle a été obligée de transmettre l'affaire au F.B.I. sous les ordres d'Erin. Pendant ce temps, un briefing a lieu, tout le monde tentant de comprendre le lien existant entre l'attentat du train à Santa Clarita et l'enlèvement de James Heller. Sarah Gavin annonce que la liste des passagers du train leur est parvenue et qu'ils sont en train de l'analyser. Erin demande s'il est possible que Richard soit mêlé à l'enlèvement mais Curtis lui dit qu'on ne peut pour l'instant rien en dire. Jack fait alors irruption dans la salle, demandant à Erin un entretien en tête-à-tête. Elle trouve qu'il va trop loin mais il insiste et elle finit par céder. Tous les agents sortent de la salle. Il lui annonce qu'il a une information concernant l'attentat du train et l'enlèvement qu'elle ne possède pas et lui parle de l'information donnée par Andrew. Elle lui dit qu'elle est déjà au courant et qu'elle a transmis au F.B.I. Jack lui annonce alors que tous les collègues d'Andrew ont été tués et qu'elle n'a pas respecté le protocole. Elle va donc reprendre l'enquête à partir de zéro en se coordonnant avec le F.B.I. Jack lui explique qu'il est le seul à savoir où se trouve Andrew et qu'il ne l'aidera que si elle le réintègre. Elle le menace alors de l'arrêter pour obstruction à son enquête mais Jack riposte en lui disant que si elle fait cela, celui-ci dira au président qu'en trente minutes d'interrogatoire avec Sherek, ils n'ont rien obtenu alors que lui si. Erin finit par céder et le réintègre provisoirement sous l'autorité de Ronnie Lobell jusqu'à ce que James Heller soit en sécurité puis elle le livrera ensuite à la Division.
- Chez Andrew Paige, sa mère est en train de repasser son linge lorsqu'elle reçoit un appel. Elle répond. Andrew, au bout du fil, demande à sa mère de vite s'en aller, lui expliquant ce qu'il a vu sur Internet. Sa mère, le prend pour un paranoïaque, mais il lui explique que tout le monde à son bureau a été tué. Il lui ordonne de se réfugier chez une amie puis raccroche. Alors que sa mère se prépare à partir, on aperçoit l'un des meurtriers du bureau d'Andrew derrière une fenêtre. À la suite de l'appel téléphonique, le meurtrier du bureau fuit, emportant une photo d'Andrew. On voit alors le corps de sa mère étranglée au sol. Lorsqu'il sort, l'homme en question appelle Mr. Araz et lui apprend qu'il a retrouvé l'homme qui a espionné leur serveur. M. Araz lui demande de l'attraper, de trouver à qui il en a parlé puis de le tuer.
- À la gare, Andrew déambule dans le patio quand une télévision annonce l'enlèvement du ministre et de sa fille. À cet instant, il reçoit un appel de Chloe. Andrew lui annonce que tous ses collègues sont morts et que les hommes le poursuivent, lui demandant ce qu'elle a fait pour en arriver là. Jack prend la parole et lui explique qu'ils ont besoin de son aide. De chez Andrew, on voit l'un des meurtriers du bureau écouter leur conversation téléphonique. Jack lui dit qu'il va venir le chercher, Chloe exhortant son ami à lui faire confiance.
- Chez les Araz, à la suite de l'appel du meurtrier, les époux Araz discutent. Mme Araz n'est pas certaine que son fils soit capable d'apporter la mallette et demande à son mari s'il n'est pas mieux qu'elle l'apporte elle mais son mari ne veut rien changer, son statut d'adolescent est moins à même d'éveiller les soupçons. Sa femme acquiesce. L'homme essaie de calmer son épouse.

### De 08:19:09 à 08:27:24
- Au hangar, le van transportant Richard et Audrey arrive. L'un des hommes s'énerve car il ne voulait pas d'Audrey et demande qu'on la tue. S'apercevant de la valeur qu'elle a aux yeux de son père, il décide finalement de la garder comme moyen de pression.
- À la Cellule anti-terroriste, Jack annonce à Chloe qu'il part avec Ronnie sur le terrain. Jack se renseigne sur la présence de témoins de la scène d'enlèvement. Chloe lui apprend que Richard Heller est en chemin pour être interrogé. Jack part à la voiture tandis que Ronnie et Erin discutent dans le bureau. Ronnie a du mal à comprendre pourquoi Erin l'autorise à retravailler pour la Cellule plutôt que de l'obliger à parler de ce qu'il sait. Erin lui répond qu'ils n'ont pas le temps de le faire parler et lui demande de se contenir pour cette mission. Une fois tous deux partis, Curtis Manning interroge à son tour Erin sur l'envoi de Jack en mission de terrain. Chloe entre à cet instant prévenir Curtis que Richard Heller vient d'arriver à la Cellule. Curtis quitte le bureau. Erin retient Chloe. Elle lui demande de lui accorder plus de confiance, lui reprochant de ne pas avoir ressorti sa thèse Internet lors de l'interrogatoire de Sherek puis lui ordonne de retourner travailler. En sortant de la Cellule, Ronnie avoue à Jack qu'il pense que c'est une erreur de l'avoir réintégré provisoirement. Ronnie lui en veut de vouloir sans cesse transgresser son autorité.
- Chez les Araz, Behrooz s'apprête à partir déposer la mallette au hangar lorsque Dina reçoit un appel de Debbie, la petite amie de Behrooz qui demande à lui parler. Celui-ci n'ayant pas répondu à ses messages, elle le soupçonne de l'éviter et de la tromper. Il lui explique qu'il travaillait pour son père mais elle ne le croit pas. Agacé, Behrooz raccroche. Sa mère lui explique qu'il doit définitivement rompre avec elle. Behrooz part finalement pour donner la mallette à un certain Omar.

### De 08:31:42 à 08:38:36
- Dans la voiture de Ronnie, Jack donne un coup de fil au cabinet du ministre pour demander à Marcy de sortir toutes les informations sur les menaces de mort récentes reçues par James Heller. Ronnie fait ensuite la causette avec Jack. Il lui demande comment se passe son boulot à Washington mais Jack se montre froid. Ronnie tente alors de lui parler du moment où Erin l'a licencié. Jack avoue qu'elle a bien fait, grâce à elle il a désormais une vraie vie.
- Au hangar, James tente de réconforter sa fille. Il relativise et pense que Jack est déjà sur leurs traces. L'un des ravisseurs entre alors dans le lieu où ils sont retenus et demande au ministre d'enlever ses vêtements. Mr. Heller joue alors la provocation et lui demande d'enlever les siens. L'homme réitère sa demande et James ôte sa cravate et la lui lance en l'insultant. Les hommes le saisissent alors et le déshabillent. Au même moment, Behrooz arrive au hangar. Il se saisit du téléphone devant le hangar et prévient de son arrivée. Un homme sort, récupère la mallette et félicite Behrooz pour son travail. En revenant à sa voiture, Behrooz aperçoit Debbie derrière les arbres. Il lui demande ce qu'elle fait là et cette dernière lui répond qu'elle l'a suivi car elle ne lui faisait pas confiance. Elle demande une explication quant aux non réponses à ses appels. Celui-ci lui explique que ce sont ses parents qui acceptent mal leur relation. Il lui demande de reporter leur discussion à plus tard. Ils s'embrassent et Debbie repart. L'homme à la mallette a tout vu depuis le hangar. Il disparait à l'intérieur.

### De 08:42:54 à 08:49:05
- A la Cellule anti-terroriste, l'interrogatoire de Richard Heller commence. On le soumet au détecteur de mensonges. Richard ne comprend pas ce qu'il fait là. Il dit à Curtis qu'ils n'ont pas le droit de lui faire cela sous prétexte que son père est le Ministre de la Défense. Curtis lui rappelle qu'il s'apprêtait à s'en prendre à lui en public, ce à quoi Richard répond qu'il a encore le droit de dire ce qu'il lui plaît en public. Curtis lui explique qu'il est le seul témoin de la scène et qu'ils ont besoin de lui pour retrouver son père et sa sœur. Richard lui demande dans ce cas de lui enlever tout ce qui le retient à une machine et de le traiter en être humain. Curtis lui demande s'il n'a rien à cacher. Il répond par la négative et le détecteur dit qu'il dit vrai.
- Chez les Araz, Behrooz rentre et annonce à son père que tout s'est très bien passé. Son père se lève alors et le gifle. Il le fait asseoir et lui annonce qu'un des hommes d'Omar l'a vu en compagnie d'une fille devant la grille du hangar. Behrooz lui annonce que Debbie l'a suivi mais qu'elle n'a rien vu. Pour son père, elle constitue désormais un danger et considère que son fils a tout gâché. Il demande à Behrooz d'appeler Debbie pour la faire venir afin de savoir ce qu'elle sait. Behrooz lui dit que ce n'est pas nécessaire, qu'il s'est assuré qu'elle n'avait rien vu mais son père insiste.
- A la gare, Ronnie et Jack arrivent. Mr. Felson de la police des transports les escorte. Pendant ce temps, Andrew attend au bas de l'escalier prévu. Chloe l'appelle et lui annonce que les agents qui doivent venir le chercher seront là dans une minute. L'homme du bureau arrive au moment où Andrew raccroche et se fait passer pour Jack Bauer, l'exhortant à le suivre. En arrivant aux pieds de l'escalier, Jack et Ronnie ne trouvent personne. Jack appelle alors Andrew qui comprend qu'il s'est fait piéger. L'homme jette son portable à terre et pointe son arme sur lui. Jack demande à l'agent Felson de prévenir ses hommes dans le but de retrouver l'homme responsable de l'enlèvement d'Andrew et de l'arrêter.

### De 08:53:25 à 08:59:57
- A la gare, un des hommes repère Andrew et son ravisseur et prévient l'agent Ferson. Tous deux montent dans une voiture et le ravisseur attache et bâillonne Andrew à l'arrière du véhicule. Jack et Ronnie se dirigent sur les lieux. La voiture quitte le parking et est arrêté par un chantier. Jack et Ronnie sortent du bâtiment et aperçoivent la voiture. Ronnie se dirige vers la voiture mais Jack s'interpose et lui propose une autre stratégie : suivre la voiture permettra peut-être de rejoindre le lieu où est détenu le Ministre de la Défense. La voiture repart et est arrêtée au point de sortie. Ronnie lui rappelle que ce n'est pas le but de l'opération. Ronnie veut appeler Erin pour lui demander la permission mais Jack ne veut pas prendre le risque qu'elle le lui refuse et s'interpose. Une rixe entre les deux hommes éclate et Ronnie met Jack à terre, pointe son arme sur lui et le menotte à une canalisation. L'homme au poste de contrôle signale à Ronnie que le suspect quitte la gare, lui demandant ce qu'il doit faire. À cet instant, le suspect aperçoit l'agent Lobell depuis sa voiture. Ronnie lui demande de bloquer le suspect. Voulant s'approcher de la voiture, Ronnie se fait piéger. Le suspect lui tire dessus à bout portant. Il s'effondre. Le suspect tire sur l'homme du point de contrôle et s'échappe. Jack tente de parler à Ronnie et lui demande de lui passer les clefs des menottes qu'il finit par lui donner. Jack s'aperçoit à cet instant qu'il vient de mourir. Il s'empare de l'arme de service de Ronnie et quitte la gare à bord d'une voiture. Il cherche la voiture du suspect partout des yeux mais ne la trouve pas. Après quelques instants, il finit par l'apercevoir zigzaguant au milieu du boulevard.
- A la Cellule anti-terroriste, l'interrogatoire de Richard se poursuit. Richard donne à Curtis des précisions sur le moment de l'enlèvement. 24 Heures chrono#La cellule anti-terroriste arrive à cet instant et prévient Erin qu'ils ont besoin d'elle à l'étage. Un message Internet concernant le Ministre de la Défense est en train d'être mis en place par les terroristes. Sarah Gavin fait rappeler Curtis. Tous se réunissent autour des écrans sur lesquels le message vidéo est en train d'être diffusé. On y voit le Ministre bâillonné, entouré par des terroristes cagoulés qui lui reprochent sa politique de génocide. Erin demande à Edgar d'isoler le visage du Ministre. À cet instant, les terroristes annoncent que dans trois heures, il sera jugé pour crimes contre l'humanité conformément à leurs lois.

## Distribution
(par ordre d'apparition au générique)

### Acteurs principaux
- Kiefer Sutherland : Jack Bauer
- Kim Raver : Audrey Raines
- Alberta Watson : Erin Driscoll
- William Devane : James Heller

### Invités
(Avec/Guest Starring)
- Jonathan Ahdout : Behrooz Araz
- Roger Cross : Curtis Manning
- Shawn Doyle : Ronnie Lobell
- Lukas Haas : Andrew Paige
- Louis Lombardi : 24 Heures chrono#La cellule anti-terroriste
- Logan Marshall-Green : Richard Heller
- Lana Parrilla : Sarah Gavin
- Geoff Pierson : Le Président John Keeler
- Mary Lynn Rajskub : Chloe O'Brian
- Nestor Serrano : Navi Araz
- Tony Plana : Omar
- Anil Kumar : Kalil Hasan
- Leighton Meester : Debbie Pendleton
- Kevin Alejandro : Kevin
- Peter Macdissi : Homme de main d'Omar
- Shohreh Aghdashloo : Dina Araz

### Reste de la distribution
(Avec/Co-Starring)
- Annie Larussa : Jeannie Page
- Beau Dremann : Officier Max
- Mark Thompson : Reporter de l'enlèvement

## Diffusions
(liste non exhaustive)
| Date             | Pays       | Chaîne | Commentaire                  |
| ---------------- | ---------- | ------ | ---------------------------- |
| 9 janvier 2005   | États-Unis | FOX    | Première diffusion mondiale  |
| 24 novembre 2005 | France     | C+     | Première diffusion française |